# Amaro Mottarone
L'Amaro Mottarone è un amaro artigianale italiano prodotto da "Bottega del Morni 1948" di Gravellona Toce sulla base della ricetta originale del suo inventore Fermo Morniroli. 

## Storia
L'Amaro Mottarone è così chiamato perché Bottega del Morni, il laboratorio di produzione, si trova proprio alle pendici dell'omonimo monte. La sua diffusione è piuttosto limitata e viene venduto nelle botteghe di Armeno e di Gravellona Toce, negli ultimi anni si è diffuso anche in provincia di Varese, specialmente nelle zone della Bassa provincia e dell'aeroporto della Malpensa (Somma Lombardo) dove l'afflusso di persone provenienti dall'estero in ricerca di prodotti locali richiede questo tipo di servizi.
Nel 2005 Morniroli cede la sua azienda (per pensionamento) alla famiglia Guglielminetti che porta avanti, ancora oggi, il marchio Morni, le ricette e il relativo metodo di lavorazione.

## Caratteristiche
È un infuso ottenuto dalla lenta macerazione (per almeno quaranta giorni) a freddo di circa 30 qualità diverse tra erbe, radici, agrumi, fiori (compresi il fior d'arancio e la genziana) e spezie. Si presenta di colore lievemente ambrato e con gradazione alcolica del 28%.
L'Amaro Mottarone viene impiegato nella pasticceria locale, specie nei cioccolatini.

## Degustazione
L'amaro può essere degustato sia liscio che con l'aggiunta di ghiaccio o seltz. Se gustato riscaldato gli aromi delle erbe componenti ne risulterano amplificati com'è ovvio.